# Hevrin Khalaf

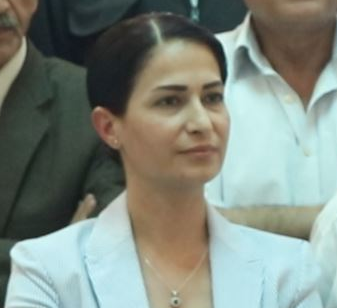
Hevrin Khalaf nel 2019

Hevrin Khalaf (Hevrîn Xelef; Al-Malikiyah, 15 novembre 1984 – Tell Abyad, 12 ottobre 2019) è stata una politica curda con cittadinanza siriana, segretaria generale del Partito della Siria del Futuro.

## Biografia
Formatasi come ingegnere civile, Khalaf ha avuto ruoli di spicco nella zona autonoma curda della Siria del nord (Rojava). Il suo partito, il Future Syria Party, aveva preso parte all'amministrazione civile dopo la cattura di Raqqa dal gruppo Stato islamico nel 2017. Khalaf aveva preso parte ai negoziati con gli Stati Uniti, ed era nota per le sue capacità diplomatiche.
Khalaf è stata uccisa da forze appoggiate dalla Turchia vicino all'autostrada M4 nel nord della Siria durante l'operazione militare turca contro le Forze Democratiche Siriane in Rojava il 12 ottobre 2019.

## Omicidio
Il Telegraph ha riferito che "funzionari curdi hanno detto che i combattenti ribelli hanno intercettato un'auto che trasportava Hevrin Khalaf". Khalaf è stata una dei numerosi civili uccisi durante i primi giorni dell'operazione militare sostenuta dalla Turchia. L'Osservatorio siriano per i diritti umani riporta che "nove civili furono giustiziati in diversi momenti a sud della città di Tal Abyad ". L'Esercito Nazionale, un gruppo ribelle che combatte a fianco della Turchia, ha negato la responsabilità dell'uccisione.
L'analista curdo Mutlu Civiroglu ha affermato al Guardian che la morte di Khalaf è stata una "grande perdita", e l'ha descritta come "dotata di talento per la diplomazia". Il Partito della Siria del Futuro ha rilasciato una dichiarazione in cui afferma che "Con il massimo risentimento e tristezza, il Partito della Siria per il futuro piange il martirio dell'ingegnere Havrin Khalaf, segretario generale del Partito della Siria per il futuro, mentre svolgeva i suoi compiti patriottici e politici". Khalaf aveva 35 anni al momento della sua morte. Un video che circolava sui social media mostrava presumibilmente il veicolo crivellato di proiettili in cui Khalaf aveva viaggiato con traduttori e altro personale curdo, circondato da militanti ribelli.
Secondo il Washington Post l'omicidio "quasi certamente costituisce un crimine di guerra, secondo il diritto internazionale".
Dal 2020 è ricordata con una targa al Giardino dei Giusti di Milano.
Nel maggio 2023 il Comune di Firenze le ha attribuito il Giglio D'Oro, un riconoscimento istituito a Firenze in favore di persone, associazioni, o enti particolarmente benemeriti nell’opera di promozione della pace e della solidarietà.